# Montecito
Montecito és una concentració de població designada pel cens dels Estats Units a l'estat de Califòrnia. Segons el cens del 2000 tenia 10.000 habitants.

## Demografia
Segons el cens del 2000, Montecito tenia 10.000 habitants, 3.686 habitatges i 2.454 famílies. La densitat de població era de 413,8 habitants/km².
Dels 3.686 habitatges en un 25,7 % hi vivien nens de menys de 18 anys, en un 57,1 % hi vivien parelles casades, en un 7,2 % dones solteres, i en un 33,4 % no eren unitats familiars. En el 27 % dels habitatges hi vivien persones soles el 14 % de les quals corresponia a persones de 65 anys o més que vivien soles. El nombre mitjà de persones vivint en cada habitatge era de 2,41 i el nombre mitjà de persones que vivien en cada família era de 2,85.
Per edats la població es repartia de la següent manera: un 18,4 % tenia menys de 18 anys, un 13,5 % entre 18 i 24, un 16,6 % entre 25 i 44, un 30 % de 45 a 60 i un 21,5 % 65 anys o més.
L'edat mediana era de 46 anys. Per cada 100 dones de 18 o més anys hi havia 82,1 homes.
La renda mediana per habitatge era de 110.669 $ i la renda mediana per família de 130.123 $. Els homes tenien una renda mediana de 81.719 $ mentre que les dones 42.182 $. La renda per capita de la població era de 70.077 $. Entorn del 2,3 % de les famílies i el 3,8 % de la població estaven per davall del llindar de pobresa.

## Poblacions més properes
El següent diagrama mostra les poblacions més properes.